# 玄海桃太郎
玄海 桃太郎（げんかい ももたろう、1968年12月13日 - ）は、福岡市西区出身で朝日山部屋に所属した元大相撲力士。本名は田中 研二（たなか けんじ）。身長180cm、体重186kg、得意技は突き、押し。血液型はO型。趣味は釣り。最高位は東十両12枚目（1994年3月場所）。

## 来歴
中学時代はバレーボール部に所属していたため相撲の経験は無かった。中卒前より元小結・若二瀬の朝日山部屋の関係者から再三の勧誘があり、特に地元の福岡市内で開催される九州場所の期間中は毎日のように声を掛けられたため自身の名が角界内部に知れるようになり、これが決め手となって入門を決意した。1984年3月場所で初土俵を踏み、体力を生かした正統派の突き押し相撲で番付を上げていき幕下に定着していった。1992年5月場所に十両に昇進。しかし、5勝10敗と負け越して1場所で幕下に陥落した。以降2回十両に復帰したが立合いが遅く叩かれて落ちる相撲が多かったため十両に定着することは出来なかった。1994年7月場所を最後に十両から遠ざかり、幕下中位で低迷していたが、1999年1月場所に幕下優勝を果たした。翌年の3月場所には久しぶりに幕下上位に戻り十両に返り咲ける地位まで番付を上げたが1勝6敗と負け越し4度目の十両昇進はならなかった。それからは番付を下降していく一方で、2000年7月場所には三段目に陥落。満身創痍の土俵が続いたが序二段陥落が決定的となり2001年1月場所を最後に現役を引退した。
引退後は飲食店で修業し、東大阪市吉田で「ちゃんこ二瀬龍」の店長として勤めており、現在は東大阪市荒本で『韓国料理豚兄』を営んでる。

## 桃太郎の由来
幕下時代に名乗った『桃太郎』の四股名は、当時の朝日山部屋には『赤鬼』と『青鬼』というユニークな四股名の力士が在籍していたため、他の部屋に鬼を成敗する桃太郎が出てしまったらいけないと朝日山親方が考えたため、当時入門したばかりの若田中に名乗らせた。後に玄海に改名する際に、桃太郎の四股名も気に入っていたため改名するかしないか悩んだが最終的には下の名として桃太郎を残した。ちなみに、赤鬼は幕下、青鬼は三段目でそれぞれ廃業したが、桃太郎自身は最終的に東十両12枚目まで昇進しており、番付上は赤鬼と青鬼に勝っている。十両昇進時には、桃太郎の絵が描かれた化粧回しを朝日山部屋の後援会から贈られた。
後に桃太郎という名前は剣翔桃太郎と湘南乃海桃太郎が名乗っている。

## 主な戦績
- 通算成績：372勝358敗 勝率.510
- 十両成績：17勝28敗 勝率.378
- 現役在位：102場所
- 十両在位：3場所
- 各段優勝
  - 幕下優勝：1回（1999年1月場所）

### 場所別成績
| | 一月場所 初場所（東京）   | 三月場所 春場所（大阪） | 五月場所 夏場所（東京） | 七月場所 名古屋場所（愛知） | 九月場所 秋場所（東京） | 十一月場所 九州場所（福岡） |
| --- | ------------------------- | ----------------------- | ----------------------- | --------------------------- | ----------------------- | --------------------------- |
| 1984年 （昭和59年） | x                         | （前相撲）              | 西序ノ口31枚目 5–2      | 東序二段114枚目 3–4         | 西序二段133枚目 5–2     | 東序二段84枚目 4–3          |
| 1985年 （昭和60年） | 西序二段58枚目 4–3        | 東序二段38枚目 4–3      | 東序二段17枚目 1–6      | 東序二段59枚目 4–3          | 東序二段41枚目 6–1      | 東三段目83枚目 3–4          |
| 1986年 （昭和61年） | 西三段目98枚目 5–2        | 西三段目59枚目 3–4      | 西三段目76枚目 4–3      | 東三段目46枚目 5–2          | 西三段目12枚目 4–3      | 東幕下60枚目 3–4            |
| 1987年 （昭和62年） | 東三段目10枚目 3–4        | 西三段目22枚目 5–2      | 東幕下57枚目 4–3        | 東幕下44枚目 5–2            | 西幕下27枚目 2–5        | 東幕下54枚目 5–2            |
| 1988年 （昭和63年） | 西幕下33枚目 2–5          | 西幕下58枚目 4–3        | 東幕下46枚目 3–4        | 東幕下60枚目 5–2            | 西幕下37枚目 3–4        | 東幕下49枚目 6–1            |
| 1989年 （平成元年） | 東幕下24枚目 2–5          | 東幕下43枚目 6–1        | 東幕下21枚目 4–3        | 西幕下14枚目 2–5            | 東幕下27枚目 5–2        | 西幕下12枚目 4–3            |
| 1990年 （平成2年） | 東幕下9枚目 3–4           | 西幕下16枚目 3–4        | 西幕下23枚目 3–4        | 東幕下31枚目 5–2            | 西幕下16枚目 4–3        | 西幕下8枚目 3–4             |
| 1991年 （平成3年） | 西幕下12枚目 3–4          | 西幕下18枚目 5–2        | 西幕下11枚目 3–4        | 東幕下17枚目 3–4            | 西幕下25枚目 5–2        | 西幕下11枚目 5–2            |
| 1992年 （平成4年） | 東幕下4枚目 4–3           | 東幕下筆頭 4–3          | 東十両13枚目 5–10       | 西幕下5枚目 4–3             | 東幕下2枚目 3–4         | 東幕下6枚目 3–4             |
| 1993年 （平成5年） | 西幕下13枚目 3–4          | 東幕下19枚目 4–3        | 東幕下14枚目 5–2        | 西幕下5枚目 3–4             | 西幕下11枚目 4–3        | 西幕下7枚目 5–2             |
| 1994年 （平成6年） | 西幕下2枚目 5–2           | 東十両12枚目 6–9        | 東幕下筆頭 4–3          | 東十両13枚目 6–9            | 西幕下4枚目 0–7         | 東幕下39枚目 4–3            |
| 1995年 （平成7年） | 西幕下30枚目 4–3          | 西幕下22枚目 5–2        | 西幕下12枚目 3–4        | 西幕下19枚目 4–3            | 東幕下14枚目 3–4        | 西幕下19枚目 4–3            |
| 1996年 （平成8年） | 東幕下15枚目 5–2          | 東幕下7枚目 3–4         | 西幕下12枚目 2–5        | 東幕下28枚目 2–5            | 西幕下46枚目 3–4        | 西幕下56枚目 4–3            |
| 1997年 （平成9年） | 東幕下48枚目 5–2          | 東幕下28枚目 3–4        | 西幕下37枚目 2–5        | 東幕下54枚目 5–2            | 東幕下34枚目 3–4        | 西幕下44枚目 4–3            |
| 1998年 （平成10年） | 西幕下34枚目 1–6          | 東三段目3枚目 6–1       | 東幕下34枚目 5–2        | 東幕下23枚目 2–5            | 西幕下39枚目 3–4        | 西幕下48枚目 4–3            |
| 1999年 （平成11年） | 東幕下39枚目 優勝 7–0     | 東幕下3枚目 1–6         | 東幕下22枚目 2–5        | 東幕下35枚目 4–3            | 西幕下25枚目 4–3        | 西幕下19枚目 2–5            |
| 2000年 （平成12年） | 西幕下34枚目 1–6          | 西幕下60枚目 4–3        | 西幕下53枚目 1–6        | 東三段目26枚目 3–4          | 西三段目42枚目 2–5      | 西三段目65枚目 3–4          |
| 2001年 （平成13年） | 西三段目83枚目 引退 3–4–0 | x                       | x                       | x                           | x                       | x                           |
| 各欄の数字は、「勝ち-負け-休場」を示す。 優勝 引退 休場 十両 幕下 三賞：敢=敢闘賞、殊=殊勲賞、技=技能賞 その他：★=金星 番付階級：幕内 - 十両 - 幕下 - 三段目 - 序二段 - 序ノ口 幕内序列：横綱 - 大関 - 関脇 - 小結 - 前頭（「#数字」は各位内の序列） |                           |                         |                         |                             |                         |                             |

## 改名歴
- 若田中 研二（わかたなか けんじ）1984年3月場所～7月場所
- 桃太郎 研二（ももたろう－）1984年9月場所～1991年7月場所
- 玄海 桃太郎（げんかい ももたろう）1991年9月場所～1996年9月場所
- 田中 研二（たなか けんじ）1996年11月場所～1997年9月場所
- 威神力 研二（いしんりき－）1997年11月場所～1999年1月場所
- 玄海 桃太郎（げんかい ももたろう）1999年3月場所～2001年1月場所